# خارچاهکی‌ها

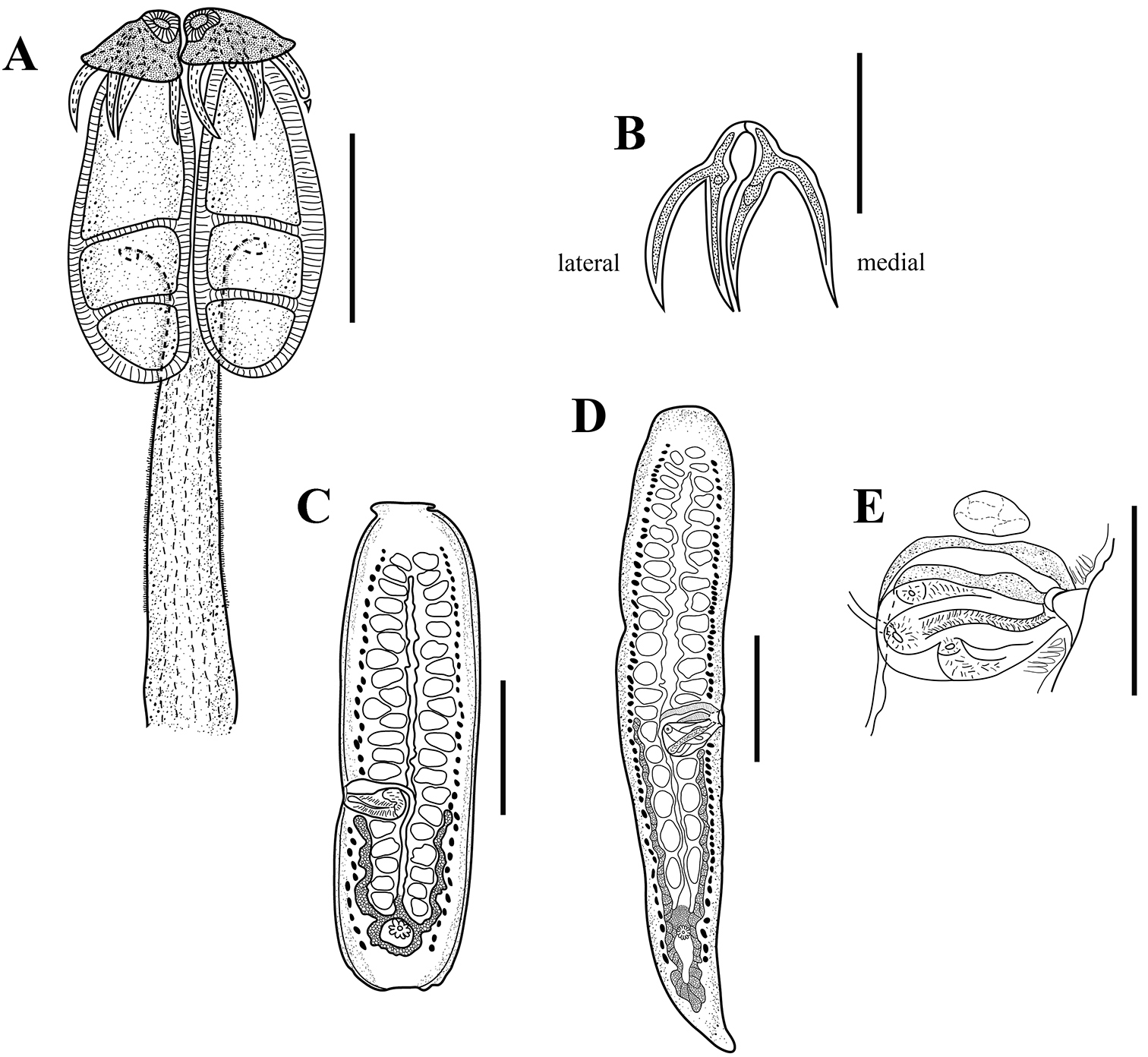
در این تصویر هولوتایپ Acanthobothrium soniae، گونه‌ی جدیدی از کرم نواری متعلق به خانواده‌ی خارچاهکیان را نشان می‌دهد. این تصویر بخش‌های مختلف کرم، شامل سر با قلاب‌ها، بندهای بالغ و انتهایی و اندام تناسلی را نمایش می‌دهد که برای شناسایی و طبقه‌بندی این گونه ضروری هستند.

خارچاهکی‌ها (Acanthobothrium) یکی از جنس‌های راسته چهارمکنده‌سانان (Tetraphyllidea) است با پراکنش وسیع و با گونه‌های فراوان که در روده مارپیچی پهنه آبششان زندگی می‌کند. بخش‌های مختلف کماره (اسکولکس) این انگل با انواع متفاوت ریزمویچه پوشیده شده است. در مطالعه‌ای در خلیج فارس و دریای عمان چهار گونه ازخارچاهکی‌ها از ماهیان غضروفی جنس Himantura کشف شده است.